# Андрей (Молдован) (епископ Ковасненский)
Епи́скоп Андре́й (рум. Episcop Andrei, в миру Николае Молдован, рум. Nicolae Moldovan, также известен под именем Андрей-Николай Молдован, рум. Andrei Nicolae Moldovan; 22 ноября 1967, село Кецань, жудец Муреш, Румыния) — епископ Румынской православной церкви, епископ Ковасненский и Харгитский.

## Биография
Начальное и гимназическое образование получил в родном селе. В 1986 году окончил лицей в городе Ернут жудеца Муреш.
В 1989 году поступил в Топлицкий монастырь в жудеце Харгита, где 19 июля 1990 года был епископом Алба-Юльским Андреем (Андрейкуцем) пострижен в монашество с именем Андрей. 20 июля того же года там же митрополитом Трансильванским Антонием (Плэмедялэ) был рукоположен в сан иеродиакона. 21 ноября того же года епископом Алба-Юльским Андреем (Андрейкуцем) там же рукоположен в сан иеромонаха.
10 августа 1995 года был назначен игуменом Монастыря Фэджецел в жудеце Харгита, который не действовал с 1940 года. Прибыв туда вместе с двумя монахами из Топлицкого монастыря, обнаружил лишь храм, тогда как все остальные постройки оказались разрушены. В 1995—2002 годы были проведены строительно-восстановительные работы и роспись монастыря. 29 августа 1999 года в Монастыря Фэджецел в день освящения храма во имя усекновения главы Иоанна Крестителя при большом собрании духовенства епископом Иоанном (Сележаном) был возведён в сан протосинкелла. В 2002—2005 годы была возведена каменная стена с черепицей. С того же года развил широкую деятельность по реставрации и благоустройству обителей Ковасненской епархии, включая их роспись, снабжение колоколами, устройство келий, архондариков и хозяйственных построек.
В 2000 году закончил православный богословский факультет Бухарестского университета. В 2002—2005 годы обучался в аспирантуре богословского факультета Университета Аристотеля в Салониках.
1 октября 2005 года был назначен экзархом (благочинным) монастырей Ковасненской епархии и оставался в этой должности до архиерейской хиротонии. 29 августа 2006 года в Фэджецелском монастыре епископом Ковасненским Иоанном (Сележаном) был возведён в сан архимандрита. Так как православные румыны на этой территории составляли меньшинство, собирал вокруг себя местных ревнителей и старался направить их в богословские школы, чтобы укрепить веру в Харгитском крае.
8-9 июля 2008 года решением Священного Синода Румынской православной церкви был избран викарным епископом Сибиуской архиепископии с титулом «Фэгэрашский».
15 августа того же года в летнем параклисе Монастыря Брынковяну в Сымбэта-де-Сус состоялась его епископская хиротония, которую совершили: архиепископ Сибиуский, митрополит Ардяльский Лаврентий (Стреза); архиепископ Крайовский, митрополит Олтенский Ириней (Попа); архиепископ Берлинский, митрополит Германский, Центрально- и Северо-Европейский Серафим (Жоантэ); епископ Ковасненский и Харгитский Иоанн (Сележан), епископ Лугожский Паисий (Георге).
Был выдвинут Синодом Клужской митрополии был наряду с епископом Иринеем (Попом) был избран кандидатом на вакантную должность Архиепископа Албы-Юлии, однако 19 мая 2011 года Священный Синод избрал на эту должность епископа Иринея, который получил 29 голосов против 13 голосов, поданных за епископа Андрея.
23 января 2015 года митрополичий синод Трансильванской митрополии, после консультации с епархиальным собранием Ковасненской епархии, тайным голосованием наряду с епископом Ботошанским Каллиником (Думитриу) был избран кандидатом на вдовствующую Ковасненскую кафедру. 5 февраля того же года Священным Синодом Румынской Православной Церкви 38 голосами из 45 был избран правящим епископом Ковасненским и Харгитским.
15 февраля того же года в кафедральном соборе в городе Меркуря-Чук состоялась его интронизация.